# Diagrama de contexto
O DFD de mais alto nível que representa todo o sistema como um único processo é conhecido como diagrama de contexto, e é composto por fluxos de dados que mostram as interfaces entre o sistema e as entidades externas. O diagrama é uma forma de representar o objeto do estudo, o projeto, e sua relação ao ambiente. 
Um diagrama de contexto permite identificar os limites dos processos, as áreas envolvidas com o processo e os relacionamentos com outros processos e elementos externos à empresa (ex.: clientes, fornecedores) e mostra as características do sistema como: 
- Organizações/sistemas/pessoas que se comunicam com o sistema em estudo;
- Dados que o sistema absorve e deve processar;
- Dados que o sistema gera para o ambiente;
- Fronteira do sistema com o ambiente.

Ainda que a técnica DFD tenha caído em desuso, o diagrama de contexto continua sendo uma importante ferramenta para situar o escopo de um sistema no início do seu desenvolvimento. Através dele se pode comunicar ao cliente de maneira fácil o ambiente no qual o sistema estará inserido e também validar se algum elemento externo não foi identificado.